# Gemini Suite Live
Gemini Suite Live jest zapisem jedynego w roku 1970 koncertu klasycznego rocka prezentującego całą linię Mk 2 zespołu Deep Purple. Wykorzystano utwory z ich projektu Concerto for Group and Orchestra, prezentując pięć części, każdą dla innego członka zespołu, między innymi nadzwyczajną część gitarową Ritchiego Blackmore’a.

## Lista utworów
Wszystkie napisał Jon Lord
| 1. | "First Movement": gitara, organy                         | 17:22 |
|    | Kilka wydań mylnie wydrukowano jako gitara/śpiew.        |       |
| 2. | "Second Movement": śpiew, gitara basowa                  | 10:18 |
|    | Kilka wydań mylnie wydrukowano jako organy/gitara basowa |       |
| 3. | "Third Movement": perkusja, Finale                       | 16:50 |
|    |                                                          |       |
|    |                                                          | 44:30 |
|    |                                                          |       |

## Wykonawcy
- The Light Music Society Orchestra pod dyrekcją Malcolma Arnolda
- Deep Purple
  - Ian Gillan – śpiew
  - Ritchie Blackmore – gitara
  - Roger Glover – gitara basowa
  - Jon Lord – organy
  - Ian Paice – perkusja